# Манвил (Њу Џерзи)
Манвил (енгл. Manville) град је у америчкој савезној држави Њу Џерзи.

## Демографија
По попису из 2010. године број становника је 10.344, што је 1 (0,0%) становника више него 2000. године.
| Група             | 2000.         | 2010.         |
| Белци             | 9.524 (92,1%) | 7.755 (75,0%) |
| Афроамериканци    | 47 (0,5%)     | 281 (2,7%)    |
| Азијати           | 136 (1,3%)    | 206 (2,0%)    |
| Хиспаноамериканци | 559 (5,4%)    | 1.963 (19,0%) |
| Укупно            | 10.343        | 10.344        |